# Dave Garcia
Pour les articles homonymes, voir David Garcia et García.
David Garcia, dit Dave Garcia, né le 15 septembre 1920 à East Saint Louis (Illinois) et mort le 21 mai 2018 à San Diego en Californie,, est un manager américain de baseball qui opère en ligues majeures de 1977 à 1982.

## Carrière
Dave Garcia évolue pendant vingt saisons comme joueur de champ intérieur en ligues mineures sans jamais parvenir à disputer le moindre match en ligues majeures. En parallèle à sa carrière de joueur, il commence une carrière d'entraîneur dès l'âge de 27 ans, toujours en ligues mineures.
En 1970, Dave Garcia rejoint enfin les ligues majeures comme instructeur, d'abord avec les San Diego Padres (1970-1973) puis les Cleveland Indians (1975-1976). Il est nommé manager des California Angels en 1977. Il démissionne de son poste le 1er juin 1978.
Dave Garcia retrouve un poste de manager le 22 juillet 1979 chez les Cleveland Indians où il enregistre 247 victoires pour 244 défaites. À la suite des mauvais résultats de la saison 1982, il est remercié.
Redevenu instructeur, il est chez les Milwaukee Brewers en 1983 et 1984 puis devient recruteur avant de retrouver un poste d'instructeur chez les Colorado Rockies (2000-2002). Il prend sa retraite à 82 ans.